# Stowarzyszenie Pracowników na Polu Rozwoju Żeglugi „Bandera Polska”
Stowarzyszenie Pracowników na Polu Rozwoju Żeglugi "Bandera Polska" − polska organizacja społeczna, której statutowym celem było wspieranie rozwoju żeglugi morskiej, założona 1 października 1918 przez kontradmirała Kazimierza Porębskiego. 
Przewodniczącym został K. Porębski. W skład zarządu weszli: Edmund Krzyżanowski (dyplomowany oficer marynarki handlowej), Tadeusz Wenda (inżynier komunikacji), Antoni Garnuszewski (inżynier morski), Tadeusz Maliszewski (kapitan żeglugi rzecznej), Aleksander de Luhe (inżynier mechanik marynarki wojennej), Witold Hubert (inżynier morski), Michał Borowski (kontradmirał z byłej rosyjskiej marynarki wojennej), Bogumił Nowotny (pułkownik marynarki wojennej), Ludgard Krzycki (kapitan żeglugi wielkiej) i Kazimierz Piotrowski (inżynier)
W maju 1919 r. Stowarzyszenie połączyło się z Kołem Kaszubsko-Pomorskim i Towarzystwem "Żegluga Polska" w Krakowie w Ligę Żeglugi Polskiej